# 193 km (obwód briański)
193 km (ros. 193 км) – przystanek kolejowy w miejscowości Glinki, w rejonie żukowskim, w obwodzie briańskim, w Rosji. Położony jest na linii Briańsk – Smoleńsk.